# Phú Lâm, Tuy Hòa
Phú Lâm là một phường cũ thuộc thành phố Tuy Hòa, tỉnh Phú Yên, Việt Nam.

## Địa lý
Phường Phú Lâm nằm ở phía nam thành phố Tuy Hòa, có vị trí địa lý:
- Phía đông giáp các phường Phú Đông, Phú Thạnh
- Phía tây và phía nam giáp thị xã Đông Hòa
- Phía bắc giáp xã Bình Ngọc qua sông Đà Rằng.

Phường có diện tích 4,93 km², dân số năm 2007 là 10.632 người, mật độ dân số đạt 2.157 người/km².

## Lịch sử
Trước đây, Phú Lâm là thị trấn huyện lỵ huyện Tuy Hòa cũ, được thành lập vào năm 1975 trên cơ sở tách 3 thôn: Đông Tác, Hoành Lâm và Thạnh Phú thuộc xã Hòa Thành.
Ngày 5 tháng 1 năm 2005, Chính phủ ban hành Nghị định 03/2005/NĐ-CP. Theo đó, chuyển thị trấn Phú Lâm về thành phố Tuy Hòa mới thành lập và thành lập phường Phú Lâm trên cơ sở toàn bộ 2.059 ha diện tích tự nhiên, 30.724 người của thị trấn Phú Lâm.
Ngày 3 tháng 12 năm 2007, Chính phủ ban hành Nghị định 175/2007/NĐ-CP. Theo đó, chia phường Phú Lâm thành 3 phường Phú Lâm, Phú Đông và Phú Thạnh.
Sau khi điều chỉnh địa giới hành chính, phường còn lại 492,86 ha diện tích tự nhiên và 10.632 người.

## Hành chính
Phường Phú Lâm được chia thành 5 khu phố: 1, 2, 3, 4, 5.